# Antón (huyện)
Huyện Antón là một huyện (distrito) thuộc tỉnh Coclé ở Panama. Theo điều tra dân số năm 2000, huyện này có dân số 44039 người. Huyện Antón có diện tích 749 km2. Huyện lỵ đóng tại Antón.